# Hansjörg Sumi
Hansjörg Sumi (Saanen, 19 gennaio 1959) è un ex saltatore con gli sci svizzero.

## Biografia
Debuttò in campo internazionale in occasione della tappa del Torneo dei quattro trampolini di Oberstdorf del 30 dicembre 1976 (66°). In Coppa del Mondo esordì nella gara inaugurale del 27 dicembre 1979 a Cortina d'Ampezzo (4°), ottenne il primo podio il 4 gennaio 1980 a Innsbruck (2°) e l'unica vittoria il 20 febbraio 1980 a Gstaad.
In carriera prese parte a due edizioni dei Giochi olimpici invernali, Lake Placid 1980 (9° nel trampolino normale, 7° nel trampolino lungo) e Sarajevo 1984 (32° nel trampolino normale, 22° nel trampolino lungo) e a una dei Campionati mondiali.

## Palmarès

### Coppa del Mondo
- Miglior piazzamento in classifica generale: 8º nel 1980
- 5 podi (tutti individuali):
  - 1 vittoria
  - 2 secondi posti
  - 2 terzi posti

#### Coppa del Mondo - vittorie
| Data             | Località | Nazione  | Trampolino        |
| ---------------- | -------- | -------- | ----------------- |
| 29 febbraio 1980 | Gstaad   | Svizzera | Mattenschanze K88 |

#### Torneo dei quattro trampolini
- 2 podi di tappa[1]:
  - 2 secondi posti